# Irsai Oliver

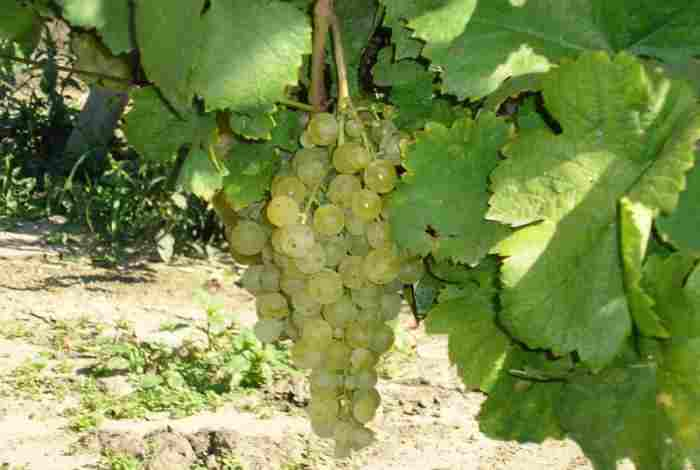
Hrozny odrůdy Irsai Oliver na moldavské vinici

Irsai Oliver (zkratka IO) /čte se: Iršai Olivér/ je odrůda révy vinné (Vitis vinifera), kříženec odrůd Pozsonyi Fehér (Bratislavské bílé) a Čabaňská perla, kterou v Maďarsku roku 1930 vyšlechtil Pál Kocsis.
Pozsonyi Fehér (Bratislavské bílé) je stará moštová odrůda neznámého původu, možná pocházející z Karpatské kotliny, pěstovaná dnes[kdy?] na velmi malých plochách pouze v Maďarsku, na Slovensku, v Česku a v Moldavsku.[zdroj⁠?!]

## Popis
Réva vinná (Vitis vinifera) odrůda Irsai Oliver je jednodomá dřevitá pnoucí liána dorůstající v kultuře až několika metrů. Kmen tloušťky až několik centimetrů je pokryt světlou borkou, která se loupe v pruzích. Úponky umožňují této rostlině pnout se po tvrdých předmětech. Růst je středně bujný až bujný, s vodorovnými letorosty. Jednoleté réví je žlutohnědé až hnědé, s dlouhými internodii, zimní pupeny jsou středně velké, špičaté, hnědě kaštanové. Včelka je zelená, s načervenalým okrajem, chloupky jsou výrazně bělavé. Vrcholek letorostu je hladký, šedozelený s růžovými skvrnami, jemně ochmýřený, stonek je z jedné strany vínově načervenalý. Mladé listy jsou zprvu zlatavé, slabě ochmýřené, později světle zelené a lysé.
Dospělý list je malý až středně velký, vrchní strana čepele listu je slabě puchýřnatá, spodní hladká. List je protažený do šířky, oválný, pětilaločnatý či třílaločnatý se středně hlubokými bočními výkroji. Dolní výkroje jsou hluboké, nejčastěji otevřené, lyrovité, okrouhlé, jindy překryté s eliptickým či vejčitým průsvitem. Řapík listu je středně dlouhý až dlouhý, světle zelený s růžovým nádechem, řapíkový výkroj lyrovitý, otevřený. Olistění keře je řídké. Podzimní barva listů je žlutá.
Oboupohlavní pětičetné květy v hroznovitých květenstvích jsou žlutozelené, samosprašné. Plodem je středně velká (13–16 mm, 1,3–2,9 g), kulatá bobule, žlutozelené až zlatožluté barvy, se silnou, dosti pevnou, ojíněnou slupkou, která nemá sklon praskat. Dužina je rozplývavá, chuti intenzivně citonově-muškátové, snad proto hrozny této odrůdy tak rády napadají vosy. Semena jsou v bobuli většinou dvě, jsou hruškovitě protáhlá, středně velká, zobáček je zaokrouhlený. Hrozen je středně velký až velký (11–16 x 9–11 cm, 120–150 g), kónický, středně hustý, na bázi s křidélkem, se středně dlouhou stopkou (5 cm).

## Původ a rozšíření
Irsai Oliver, moštovou a stolní odrůdu vinné révy původu Vitis vinifera, vyšlechtil roku 1930 šlechtitel Pál Kocsis v Maďarsku, v Kecskemétu, křížením odrůd Pozsonyi Fehér (Bratislavské bílé) a Čabaňská perla. Byla použita také při šlechtění další maďarské odrůdy s názvem Cserszegi Füszeres, tu vyšlechtil roku 1960 Károly Bakonyi.
V současné době je odrůda pěstována v Maďarsku, kde patří mezi nejrozšířenější, roku 2007 zde byla vysazena na 985 hektarech, převážně na jihu Balatonského jezera, na úbočích pohoří Matra, ve vinařských oblastech Czopak, Etyek-Buda a Ászár-Neszmélyi, na Slovensku bylo v té době vysazeno 405 hektarů (tvoří zde 2,84 % celkové plochy vinic), dále je pěstována v Rakousku (Gumpoldskirchen, Podersdorf, Prellenkrichen), ve Slovinsku, ale též například v Japonsku, Indii, Číně a Austrálii. Po druhé světové válce se začala šířit i na vinicích států (dnes již bývalého) Sovětského svazu.
Ve Státní odrůdové knize České republiky je odrůda zapsána od roku 1975, stejně jako v Listině registrovaných odrůd Slovenska. Udržovateli odrůdy v ČR jsou Ampelos, šlechtitelská stanice vinařská Znojmo a Ing. Alois Tománek. Podíl vinic v ČR, osazených odrůdou Irsai Oliver, činil roku 1999 0,6 %, roku 2010 pouze 0,5 % celkové plochy vinic. Průměrné stáří vinic v ČR roku 2005 bylo 18 let, lze očekávat stárnutí porostů a snižování plochy, i když v poslední době podnítil zájem o její další výsadbu poměrně kvalitní burčák, který poskytuje. Nejvíce je pěstována ve velkopavlovické podoblasti. Odrůda je velmi vhodná i k pěstování v zahradách, jako stolní odrůda.

## Název
O původu vzniku dnešního názvu odrůdy existuje více hypotéz, první říká, že byla pojmenována po řidiči šlechtitele, podle druhé se tak měl jmenovat szegedský vinař, který první začal odrůdu komerčně pěstovat a vyrábět odrůdová vína, třetí tvrdí, že se jedná o náhodně zvolené jméno jednoho z kecskemétských chlapců, na každý pád se vždy mluví o mužském jménu Olivér Irsai. Další používaná synonyma této odrůdy jsou : Иршаи Оливер, Золотистый ранний (Zolotistyj rannij), Aranyló, A. Korai, Irchai Oliver, I. O. Muskotály, Irchoi Oliver (Bulharsko), Irsai Olivér (Maďarsko), Irsay Oliver (Francie), I. O. Muskotály, Iršaj, Karola (Rumunsko), Korai Aranyló, Muscat Oliver.

## Pěstování
Na polohu je odrůda středně náročná, vyhovují ji teplé lokality s dostatečným osluněním. Réví vyzrává dobře, na 80 %. Prudký pokles výnosů nastává obvykle v suchých letech. Pravidelné výnosy dává jen v jižních oblastech Slovenska. Plodnost je nižší, pohybuje se v rozmezí 5–10 t/ha, při cukernatosti 17–21 °NM a aciditě 6–7 g·l−1. Ke konzumaci jsou hrozny vhodné už při 14–15 °NM. Vhodné podnože jsou K 5BB, Cr 2, na vápenité půdy 125 AA. Sprchává méně často na velkých tvarech. Vyžaduje dlouhý řez na tažně, např. srdcový řez na vysokém vedení, se zatížením 8–10 oček na 1 m². Při velkém přetížení opadávají květy. Na zahrádkách vyhovují velké tvary – pergoly. Na Moravě je průměrný výnos kolem 5 t/ha, max. 8 t/ha, cukernatost 18–21 °NM, acidita je nízká, 5–7 g/l. V jižních krajích (údaje z Oděsy) bývají výnosy okolo 8 t/ha při cukernatosti moštu 21,3–23,3 g/100 ml a aciditě 5,9–4,5 g/l. Odrůda je vhodná k pěstování v obou vinařských oblastech ČR.

### Fenologie
Doba rašení oček je raná až středně raná (ve 2.–3. dekádě dubna), kvete velmi raně, v 1. dekádě června, květy málo opadávají, zaměká koncem července. Vegetační cyklus odrůdy trvá 116 dní při SAT suma aktivních teplot 2250 °C. Sklizňová zralost začíná již v polovině srpna, hrozny na výrobu jakostních a přívlastkových vín se sklízí v první polovině září.

### Choroby a škůdci
Proti poškození zimními i jarními mrazy je odrůda méně odolná, v zimě odolává do −19 až −21 °C, je napadána peronosporou, ale vzhledem k dlouhým internodiím jsou keře řídké a dobře se ošetřují postřikem, průměrně dobře odolává oidiu a botrytidě, hrozny bývají napadány vosami a ptáky, což může značně snížit výnos.

### Půdy
Půdy musí být záhřevné, třeba i kamenité, ale ne suché. Daří se jí i v písčitých půdách a v teplých hlubších, ne příliš výsušných půdách.

## Charakteristika vína
I když se lze setkat i s přívlastkovými víny, nejčastěji se hrozny odrůdy používají k výrobě vín jakostních. Často nalézají uplatnění též při výrobě burčáků; pro tento účel se hrozny sklízí již koncem srpna. Vhodným způsobem výroby je silně reduktivní technologie, ta umožňuje zachování dostatečného obsahu kyselin a zvýraznění muškátového aroma. Takto vyrobená vína jsou vhodná ke konzumaci v období prosinec–květen. Doporučeno je používat pro uchování charakteru vína plastových zátek, které jsou u vín podobného charakteru rozšířené. Macerace hroznů před kvašením se příliš nevyužívá, spíše se setkáme s řízeným kvašením a s aplikací enzymů. Velmi často se víno IO užívá do směsí s víny vyšší acidity, vhodné je cuvée s Ryzlinkem vlašským. Jako čisté, odrůdové, nepřívlastkové víno má sklon k oxidaci, stárne rychle a není vhodné k archivování. Původně byl IO rozšířen jako stolní odrůda, ale jako taková má řadu nedostatků, především vzhled a transportabilitu. Barva typového odrůdového vína je světle žlutá, vůně muškátově kořenitá, chuť muškátová, méně plná, krátká, někdy s hořčinkou, vína mívají nízký obsah kyselin. I když je vhodnost k archivaci malá, dobře ošetřené přívlastkové víno vyšší acidity vydrží zrát v lahvích i několik let, při dlouhém ležení se zvýrazňuje kořenitá chuť, ale vína poměrně snadno hořknou.

### Stolování
Pro své výrazné aroma je víno doporučováno k chodům jako dezertní přípitek, eventuálně k těžkým a hutným sýrům či k dezertům.

### Multimédia
- Ing. Radek Sotolář : Multimediální atlas podnožových, moštových a stolních odrůd révy, Mendelova zemědělská a lesnická universita Brno, zahradnická fakulta v Lednici .
- Martin Šimek : Encyklopédie všemožnejch odrůd révy vinné z celýho světa s přihlédnutím k těm, co již ouplně vymizely, 2008–2012.